# Аглямова, Галина Александровна
Галина Александровна Аглямова (урождённая Богданова; род. 1961) — российский экономист и менеджер-металлург, бывший вице-президент по финансам НМЛК, член Совета директоров Металлоинвеста. Кандидат экономических наук. Заслуженный экономист Российской Федерации.

## Биография
Родилась в 1961 году. Закончила Московский институт стали и сплавов по кафедре экономики и менеджмента в 1985 году. Имеет сына 1986 года рождения.
Кандидат экономических наук. Диссертацию на тему «Стратегия управления экономической добавленной стоимостью (на примере ОАО „Новолипецкий металлургический комбинат“)» защитила в 2005 г. на кафедре проблем рынка и хозяйственного механизма Академии народного хозяйства при Правительстве Российской Федерации. В качестве научного руководителя выступил доктор технических наук, профессор B.C. Лисин, владелец НЛМК.
Заслуженный экономист Российской Федерации.

## Работа на НЛМК
Практически вся трудовая деятельность Г. А. Аглямовой связана с Новолипецким металлургическим комбинатом.
- 1980—1985 гг. — учеба в МИСиС.
- 1985—1986 гг. — инженер-экономист лаборатории экономического анализа Новолипецкого металлургического комбината.
- 1986—1994 гг. — инженер-экономист, экономист, экономист II категории планово-экономического отдела АО «НЛМК».
- 1994 г. — начальник бюро анализа конъюнктуры металлопродукции отдела конъюнктуры рынка АО «НЛМК».
- 1994—1996 гг. — заместитель начальника отдела конъюнктуры рынка АО «НЛМК».
- 1996—1997 гг. — заместитель начальника управления экономики — начальник отдела экономического анализа и прогноза управления экономики дирекции по экономике АО «НЛМК».
- 1997—2000 гг. — заместитель директора по экономике — начальник отдела экономического анализа и прогноза дирекции по экономике ОАО «НЛМК».
- 2000—2006 гг. — директор по экономике ОАО «Новолипецкий металлургический комбинат».
- 2006—2013 гг. — вице-президент по финансам ПАО «Новолипецкий металлургический комбинат»
- 2013 — по настоящее время — независимый неисполнительный директор Совета директоров компании «Металлоиинвест».

Во время своего руководства финансовым и экономическим блоком НЛМК Г. А. Аглямова считалась успешным менеджером. Как отмечали СМИ, она превратила Новолипецкий металлургический комбинат в одно из самых финансово прозрачных предприятий отрасли не только в России, но и в мире, прибыль комбината возросла более чем в полтора раза. Г. А. Аглямову неоднократно включали в рейтинги самых богатых и влиятельных женщин России.
Об отставке Г. А. Аглямовой стало известно 18 января 2013 г.
В октябре 2013 года вошла в совет директоров Управляющей компании «Металлоинвест» в качестве независимого директора. В июне 2016 г. сохранила свое место. В августе 2016 г. Аглямова вошла в Комитет по финансам, бюджетированию и стратегии, сохранив за собой председательство в Комитете по аудиту.